# Loulou
Loulou es una película francesa dirigida por Maurice Pialat en 1980. Sus protagonistas son Isabelle Huppert y Gérard Depardieu. 

## Sinopsis
Nelly está desesperada con su vida controlada y organizada junto a su marido André. De ese modo, toma a Loulou como amante, con el fin de alcanzar la felicidad. Sin embargo, resulta embarazada y aborta.

## Reparto
- Isabelle Huppert: Nelly
- Gérard Depardieu: Loulou
- Guy Marchand: André
- Humbert Balsan: Michel
- Bernard Tronczyk: Rémy
- Christian Boucher: Peirot
- Frédérique Cerbonnet: Dominique
- Jacqueline Dufranne: Mémère
- Willy Safar: Jean-Louis
- Agnès Rosier: Cathy
- Patricia Coulet: Marité